# Clare Hoffman

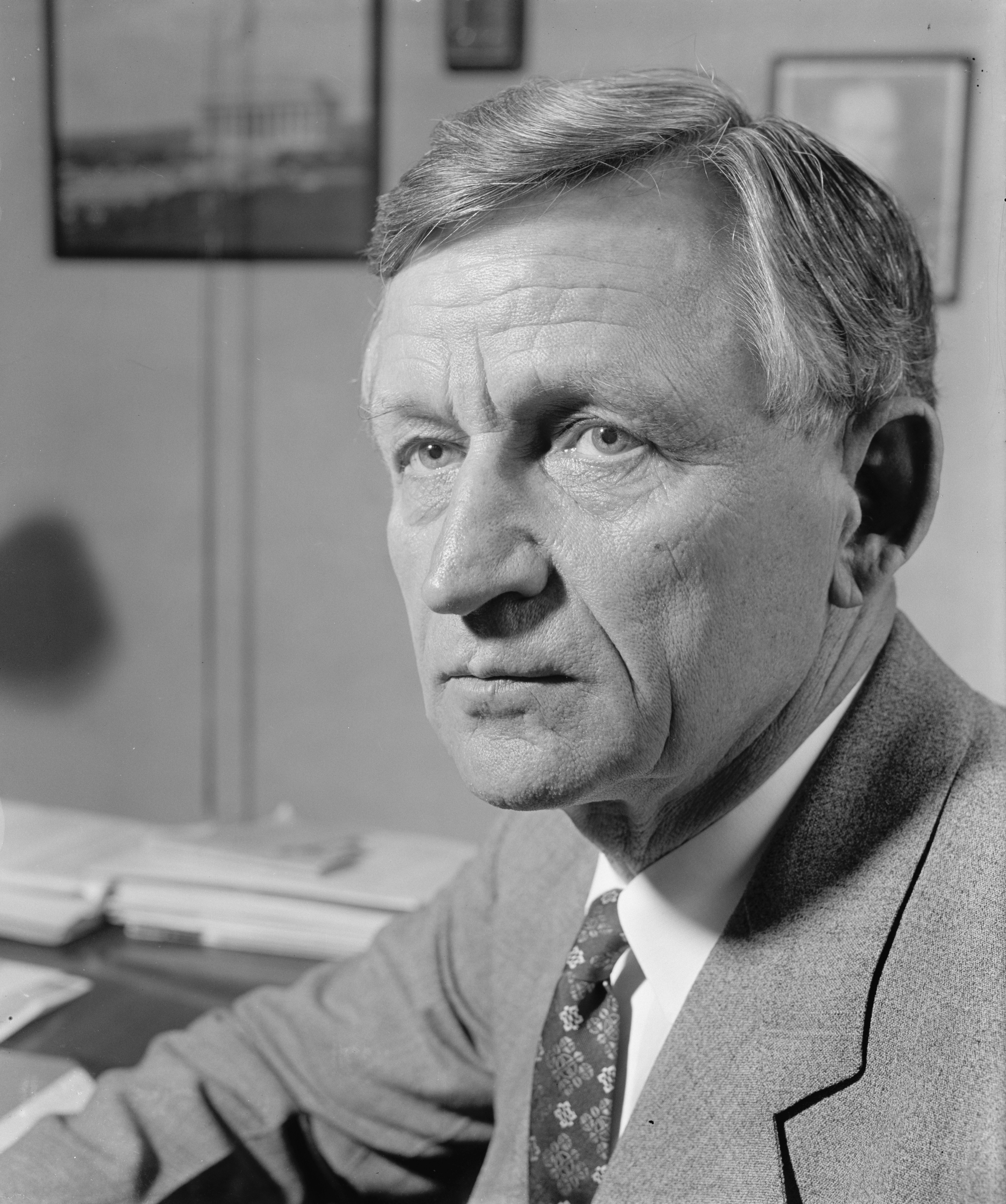
Clare Hoffman

Clare Eugene Hoffman (* 10. September 1875 in Vicksburg, Union County, Pennsylvania; † 3. November 1967 in Allegan, Michigan) war ein US-amerikanischer Politiker. Zwischen 1935 und 1963 vertrat er den Bundesstaat Michigan im US-Repräsentantenhaus.

## Werdegang
Clare Hoffman besuchte die öffentlichen Schulen seiner Heimat. Nach einem anschließenden Jurastudium an der Northwestern University in Evanston (Illinois) und seiner im Jahr 1896 erfolgten Zulassung als Rechtsanwalt begann er in Allegan in seinem neuen Beruf zu arbeiten. Zwischen 1904 und 1910 war Hoffman Staatsanwalt im Allegan County. Politisch wurde er Mitglied der Republikanischen Partei.
Bei den Kongresswahlen des Jahres 1934 wurde er im vierten Wahlbezirk von Michigan in das US-Repräsentantenhaus in Washington, D.C. gewählt, wo er am 3. Januar 1935 die Nachfolge des Demokraten George Ernest Foulkes antrat. Nach 13 Wiederwahlen konnte er bis zum 3. Januar 1963 insgesamt 14 zusammenhängende Legislaturperioden im Kongress absolvieren. Dort wurden bis 1941 weitere New-Deal-Gesetze der Bundesregierung unter Präsident Franklin D. Roosevelt verabschiedet. Seit dem japanischen Angriff auf Pearl Harbor am 7. Dezember 1941 war auch die Arbeit des Kongresses von den Ereignissen des Zweiten Weltkrieges bestimmt. Nach Kriegsende erlebte Hoffman als Kongressabgeordneter den Beginn des Kalten Krieges, den Koreakrieg und die Bürgerrechtsbewegung. In den Jahren 1951 bzw. 1961 wurden der 22. und der 23. Verfassungszusatz verabschiedet.
Zwischen 1947 und 1949 war Hoffman Vorsitzender des Ausschusses zur Kontrolle der Regierungsausgaben (Committee on Expenditures in the Executive Departments). Von 1953 bis 1955 leitete er das Committee on Government Operations. Hoffman galt als sehr konservativ. Er tat sich schwer, mit anderen Kongressabgeordneten, gleich welcher Partei, zusammenzuarbeiten. Politisch stand er extrem rechts und zeigte antisemitische Tendenzen. Er war gegen die Einführung einer Pflicht zur Impfung gegen Kinderlähmung und glaubte, das amerikanische Gesundheitssystem sei von kommunistischen Agenten unterwandert.
Im Jahr 1962 verzichtete Clare Hoffman auf eine erneute Kongresskandidatur. Nach seinem Ausscheiden aus dem US-Repräsentantenhaus zog er sich in den Ruhestand zurück, den er in Allegan verbrachte. Dort ist er am 3. November 1967 im Alter von 92 Jahren verstorben.